# Klein Nordende
Klein Nordende település Németországban, Schleswig-Holstein tartományban. Lakosainak száma 3472 fő (2023. december 31.).

## Népesség
A település népességének változása:
| Lakosok száma | 2148 | 3280 | 3323 | 3421 | 3461 | 3472 |
|               | 1975 | 2017 | 2019 | 2021 | 2022 | 2023 |